# Soy tu doble
Soy tu doble fue un programa de televisión mexicano, producido por TV Azteca emitido por el canal Azteca Trece. En él, un grupo de concursantes debían ser caracterizados de un artista e interpretar una de sus canciones más famosas, pero no con su propia voz, sino imitando lo mejor posible al cantante original del que se trate, tanto en movimientos como en voz. Es la versión mexicana del programa original español Tu cara me suena, uno de los formatos televisivos más copiados de la historia de la televisión a nivel internacional y emitido por primera vez en Antena 3 Televisión en el año 2011.
La primera temporada fue estrenada el 15 de enero de 2012 y fue presentado por Ingrid Coronado y Fernando Arau. 
La segunda temporada se estrenó el 18 de agosto de 2014, fue presentado por Alfonso de Anda. La primicia de esta temporada consistía en que sólo concursaban famosos.

## Temporadas
| Temporada | Temporada | Galas | Estreno              | Final                 | Ganador (Adultos)   | Ganador (Niños)                    |
|           | 1         | 9     | 15 de enero de 2012  | 11 de marzo de 2012   | César Pérez Kalimba | Juan Carlos Cortés Pedro Fernández |
|           | 2         | 10    | 18 de agosto de 2014 | 17 de octubre de 2014 | Alex Garza Beyoncé  |                                    |

### Presentador
| Presentador     | Profesión    | Duración |
| --------------- | ------------ | -------- |
| Alfonso de Anda | Presentador  | 2014     |
| Fernando Arau   | Presentador  | 2012     |
| Ingrid Coronado | Presentadora | 2012     |

### Jurado
Las actuaciones de los concursantes son valoradas por un jurado profesional compuesto habitualmente por cuatro personas, que a veces se ve reforzado por los invitados del programa.
| Jurado            | Profesión                                              | Duración |
| ----------------- | ------------------------------------------------------ | -------- |
| Niurka Marcos     | Bailarina, actriz y vedette                            | 2014     |
| Cynthia Rodríguez | Cantante, bailarina, conductora de televisión y actriz | 2014     |
| Héctor Martínez   | Director artístico                                     | 2014     |
| Ese Wey           | Comediante                                             | 2014     |
| Gabriela Spanic   | Actriz y cantante                                      | 2012     |
| Daniel Bisogno    | Actor y animador de televisión                         | 2012     |
| Luis Felipe Tovar | Actor                                                  | 2012     |
| Pillín            | Crítico y humorista                                    | 2012     |

## Primera temporada (2012)
Esta es la primera edición de este talent show que TV Azteca pone en marcha. Un grupo de 24 concursantes (12 adultos y 12 niños) imitarán a cantantes consagrados que les serán asignados por el pulsador una máquina que elige al azar al artista que deben imitar en la siguiente gala, excepto en la gala final, en la que los finalistas pueden escoger al artista que desean imitar.
La primera temporada del programa inició el día domingo 15 de enero de 2012. La gran final del programa fue emitida el 11 de marzo de 2012, el ganador en la categoría adultos fue César Pérez, imitador de Kalimba. En la categoría niños el ganador fue Juan Carlos Cortés, imitador de Pedro Fernández.

## Segunda temporada (2014)
Esta fue la segunda edición de este talent show. Un grupo de 24 concursantes famosos imitaron a cantantes consagrados que les fueron asignados por el pulsador una máquina que elige al azar al artista que deben imitar en la siguiente gala, excepto en la gala final, en la que los finalistas pueden escoger al artista que desean imitar.
La segunda temporada del programa inició el 18 de agosto de 2014. La gran final del programa fue emitida el 17 de octubre de 2014, la ganadora fue Alex Garza, imitando a Beyoncé.

### Formato
El nuevo formato de Soy tu doble se divide en 5 días. A continuación la explicación de cada uno de ellos:
- Día 1-3: Cada día se presentan 8 participantes (divididos en 4 duelos), al finalizar las presentaciones, el jurado elige a dos sentenciados y dos ganadores. Por último, el inmune salva sentenciados hasta que queden dos por día.
- Día 4: Es el día de la expulsión, donde los seis sentenciados realizarán duelos quedando uno de ellos eliminado. Los seis sentenciados se enfrentan en tres duelos, a través de un popurrí y el jurado decidirá un ganador por duelo, quedando tres posibles expulsados. El inmune salvará a uno de los tres sentenciados y posibles expulsados. Por último, el jurado expulsa a uno de los dos restantes sentenciados.
- Día 5: Es la lucha por la inmunidad, es decir, los seis primeros lugares de la semana se enfrentan para ganar la inmunidad de la semana. Serán en tres duelos donde los seis primeros participantes se enfrentarán con un popurrí para elegir un ganador. El jurado decidirá un ganador por duelo, quedando tres posibles inmunes. Por último, el inmune de la semana anterior entregará su inmunidad para la siguiente semana al participante que haya hecho la mejor presentación.